# The Longest Daycare
The Longest Daycare är en kortfilm med Maggie Simpson i 3D. Det är den första kortfilmen med Simpsons som visats på biografer i 3D. Kortfilmen visades före Ice Age 4 - Jorden skakar loss på biografer. Filmen hade biopremiär i Sverige den 27 juni 2012 och i USA den 13 juli samma år. Den har även gjorts i 2D och premiärvisades på Comic-Con under juli 2012.

## Handling
Marge Simpson tar Maggie till Ayn Rand School for Tots för att få barnvakt i några timmar. Maggie går igenom en kontroll och hamnar i rummet för barn som är inte är speciella istället för barn som smarta. I samma rum som Maggie har även Gerald Samson hamnat. Då Maggie är i rummet krossar Gerald två fjärilar vilket gör Maggie ledsen. Maggie hittar en larv och använder den som hennes ögonbryn så inte Gerald dödar den också. Maggie läser sedan en bok om fjärilar och upptäcker att de från början är en puppa. När larven förpuppats börjar Maggie skydda puppan från Gerald och han börjar jaga henne genom hela dagcentret. Puppan kläcks och Maggie försöker släppa ut fjärilen genom fönstret men Gerald dödar den genom att släppa ner persiennerna på den då den ska flyga ut. Maggie är ännu mera ledsen, samtidigt kommer Marge för att hämta Maggie och hon ser att Gerald är gladare än någonsin. Gerald är kvar på dagcentret och drar upp persiennerna och upptäcker att fjärilen han dödade var Maggies rosett. Maggie sitter i Marges bil och hennes rosett börjar flyga iväg genom bilfönstret och det visar sig att hon bytte plats på de två. Maggie åker nu hem med Marge och är glad över vad hon gjort.

## Övrigt
Kortfilmen blev nominerad till en Oscar för bästa animerade kortfilm 2013.